# Diplopie
Pour les articles homonymes, voir Double Vision.
 Mise en garde médicale
La diplopie (ou double vision ; du grec diploos : « double » et ôps : « vue ») ou ambiopie est la perception simultanée de deux images (vision double) d'un objet unique. La vision double peut se déplacer horizontalement, verticalement ou en diagonale. La diplopie peut négativement influencer l'équilibre, les mouvements et les capacités de lire chez un individu,.
- Elle peut être monoculaire, c'est-à-dire qu'elle disparaît seulement à l'occlusion de l'œil malade, l'occlusion de l’œil sain ne la corrigeant pas. Ses causes sont ophtalmologiques (lésion de la cornée, de l'iris ou du cristallin). Dans de rares cas, les deux yeux sont atteints, on parle alors de diplopie monoculaire bilatérale (ou double). En 1955, le Dr. Meredith W. Morgan rapporte, un cas dans la revue Optometry and Vision Science, il cite d'autres cas observés par D. M. Purdy en 1934 et par P. Lewis en 1944[3].

- Elle peut aussi être binoculaire, c'est-à-dire qu'elle disparaît quel que soit l’œil occulté. Les yeux sont sains, mais elle correspond à un problème de conjugaison entre les deux yeux (déviation d’un œil par rapport à l’autre).

Pour différencier les deux lors de l'examen du patient, il faut bien comprendre que la diplopie monoculaire correspond à l'atteinte d'un œil, c'est-à-dire que le patient voit deux images avec l'œil malade et une image avec l'œil sain, il parvient à les conjuguer mais il réside alors une image fantôme, en plus de l'image principale. À l'inverse, la diplopie binoculaire correspond un problème de coordination entre les deux yeux c'est-à-dire que le patient est incapable de conjuguer les deux images).
Les causes de diplopies binoculaires sont multiples : neurologiques, vasculaires, infectieuses, tumorales, traumatiques, médicamenteuses, inflammatoires… 

La diplopie peut être révélatrice d'une atteinte neurologique, qui doit être prise en charge rapidement. Elle est souvent l'un des premiers signes d'une maladie systémique, en particulier dans les fonctions neurologiques et musculaires.

## Classification

### Binoculaire
La diplopie binoculaire est une double vision développée à la suite d'un déséquilibre des deux yeux, comme elle est développée dans l'esotropie ou l'exotropie. Elle disparaît lorsque l'on ferme l'un des yeux. Elle s'oppose à la fusion binoculaire (vision unique) et à la rivalité binoculaire (alternances entre images venant de chaque œil). Dans certains cas, tandis que la fovéa d'un œil est dirigée avec un objet sur lequel il se concentre, la fovéa de l'autre est dirigée autre part, et l'image de l'objet sur lequel le regard se porte tombe sur une zone extrafovéale de la rétine.
Le cerveau calcule la « direction visuelle » d'un objet basé sur la position de cette image relative à la fovéa.

### Monoculaire
D'une manière plus rare, une diplopie peut également apparaître en vision monoculaire ; ce type est nommé « diplopie monoculaire » ou, lorsque les patients perçoivent plus de deux images, « polyopie monoculaire ». Elles peuvent être caractérisées et quantifiées par exploration aberrométrique.

## Physiopathologie
L'oculomotricité (mouvements des yeux) est assurée grâce à 6 muscles et 3 nerfs.
Les 6 muscles incluent :
- Le muscle droit médial, qui assure l'adduction du globe oculaire,
- Le droit latéral ou droit externe, assurant l'abduction,
- Le droit supérieur, assurant l'élévation du globe oculaire en abduction,
- Le droit inférieur, abaissant le globe oculaire en abduction,
- L'oblique inférieur, relevant le globe oculaire en abduction,
- L'oblique supérieur ou grand oblique, abaissant le globe oculaire en abduction.

Les 3 nerfs incluent :
- Le nerf trochléaire ou pathétique (IV), innervant le grand oblique (= oblique supérieur),
- Le nerf abducens ou nerf moteur oculaire externe (VI), innervant le muscle droit externe
- Le nerf oculomoteur ou nerf moteur oculaire commun (III), innervant tous les autres muscles précités, ainsi que le muscle releveur de la paupière et le muscle iridien qui est responsable de la contraction ou de la dilatation de l'iris (voir myosis, mydriase).

## Diagnostic

### Interrogatoire
La diplopie se traduit par une vision double : l'image d'un point ou objet est dédoublée, sa projection ne correspondant pas à la même zone de la rétine.
Elle peut s'accompagner, suivant sa cause de céphalées. Le mode de survenue de la diplopie (brutal ou progressif) son évolutivité (variabilité au cours de la journée) peut orienter vers certaines causes : diabète sucré, hypertension artérielle, sclérose en plaques, anévrisme, des antécédents de traumatisme crânien.
Elle peut être due à la prise de benzodiazépines. Ces effets secondaires peuvent être présents à la suite d'une surdose.

### Examen physique
Il cherche et trouve une lésion (« pouvant siéger n’importe où sur les voies oculomotrices »), une déviation oculaire  de repos, une déviation de la tête en rapport avec la nature de la diplopie, des signes en rapport avec la cause de la diplopie. 
On pratiquera systématiquement une mesure de l'acuité visuelle, un fond d'œil, un examen des pupilles (réactivité à la lumière).

Le test au verre rouge est utilisé pour les diplopies horizontales, ne touchant qu'un seul muscle,

Le test de Hess Lancaster, plus fin, permet de caractériser les atteintes musculonerveuses plus complexes.
Les autres examens sont effectués en fonction de la cause suspectée de la diplopie.

## Formes cliniques
Elles sont liées à la localisation de la lésion (ou des lésions) :
Atteinte du nerf oculaire locomoteur III
Une déviation oculaire en dehors est diagnostiquée, la tête est déviée du côté sain. La pupille est en mydriase aréactive, un ptôsis est fréquent (chute de la paupière supérieure).
Atteinte du nerf oculaire locomoteur IV
L'œil est dévié en haut et en dehors (regard « pathétique », d'où le nom du nerf), la tête déviée en bas et du côté sain. La gêne est très intense pour la lecture, ou la descente des escaliers.
Atteinte du nerf oculaire locomoteur VI
Responsable d'une diplopie horizontale, homonyme, axes oculaires croisés. La tête est déviée du côté atteint.
Sinon, la lésion peut concerner le tronc cérébral, la jonction neuromusculaire les muscles oculomoteurs ou l’orbite.

## Traitements
Le traitement idéal pour la diplopie binoculaire dépend de la cause de la condition produisant les symptômes. Il consiste à identifier et soigner les causes du problème. 

Les options de traitement incluent les exercices oculaires, le port de lentilles prismatiques, en utilisant instrument d’optique à deux yeux monoculaires (en terme ophtalmique bimonoculaire) et dans des situations vraiment gênantes, la chirurgie ou la toxine botulique.
En complément du traitement étiologique, si un délai est nécessaire pour un traitement spécifique, il est proposé au patients un moyen de ne plus voir double (ex. : « occlusion temporaire d’un œil à l’aide d’un film autocollant translucide ou d’un patch »). 